# Rönnesådammen
Rönnesådammen är en sjö i Askersunds kommun i Närke och ingår i Motala ströms huvudavrinningsområde. Sjöns area är 0,025 kvadratkilometer och den befinner sig 105,7 meter över havet.